# مايك فلين (كرة سلة)
مايك فلين (بالإنجليزية: Mike Flynn)‏ مواليد 31 يوليو 1953 في الدار البيضاء، هو لاعب كرة سلة أمريكي معتزل. بدأ مسيرته الاحترافية في سنة 1975. تم اختياره من قبل فريق فيلادلفيا سفنتي سيكسرز خلال الدرافت. حمل الرقم 44. يبلغ طوله 6 قدم 3 بوصة (1.9 م). اعتزل اللعب في 1983. أحرز خلال مسيرته في الإن بي إيه 1317 نقطة بمعدل 6.2 نقاط في المباراة الواحدة.

## روابط خارجية
- مايك فلين على موقع إن بي أي (الإنجليزية)
- مايك فلين على موقع سبورتس رفرنس (الإنجليزية)
- مايك فلين على موقع كلية كرة السلة في سبورتس رفرنس.كوم (الإنجليزية)
- مايك فلين على موقع ريلجم (الإنجليزية)
- مايك فلين على موقع بروبوليرز (الإنجليزية)